# Presnja
Il Presnja (in russo Пресня?) è un fiume della Russia europea, situato nell'Oblast' di Mosca ed affluente di sinistra della Moscova. Dal 1908 è stato incanalato in un condotto di cemento sotterraneo.
Dà il nome al distretto Presnenskij, nel centro di Mosca.